# Pau Morales Albert
Pau Morales Albert (Girona, 8 de maig del 1977) és un artista polifacètic sovint vinculat al jazz. És il·lustrador, pintor, grafiter i escultor; cantant, guitarrista i pandereter amb el peu, i en algunes de les seves actuacions pinta i canta simultàniament.

## Biografia
Va iniciar-se en la pintura al Centre Cultural La Mercè de Girona a partir del 1989 amb Vicente Huedo, Montserrat Costa i Quim Corominas. En aquesta època va guanyar el Premi d'Arts Plàstiques de la Generalitat (1991 i 1993) i la Mostra d'Art de l'Institut Català de la Joventut (1992). El 1993 va ser el pintor més jove de la Fira Mercat de l'Art de Girona i un dels més venuts.

## Pintura
Es va llicenciar en Belles Arts a la Universitat de Barcelona el 1999 amb l'especialització de fotografia, vídeo i animació. Ha donat classes d'art durant diversos anys a l'escola d'arts plàstiques Riu d'Art de Riudellots, des de la seva inauguració el 2007, al costat d'Isac d'Aiguaviva i Ció Abellí.
Ha pintat amb diverses tècniques i temàtiques, però les seves obres són majoritàriament coloristes i sovint relacionades amb el jazz. Ha participat en diverses edicions del Temps de flors. Entre altres exposicions n'ha fet a La Planeta de Girona (2000), La Penyora de Girona (2001 i 2004), el Cafè de Nit de Figueres (2003), la Sala Vivaldi de Barcelona (2006), Pedreguet d'Amer (2009) o Artusi de Girona (2015).
A part d’obres pictòriques, també ha fet treballs d’il·lustració per a llibres com ''El Tresor del Ter'' (CCG, 2007) així com de pintures murals en diversos locals o al carrer, per exemple a Inund'ART el 2009 o el 2016. També ha fet escultures, com 'Aigua de Roses' que el 2005 va adquirir el consistori de Roses.

## Música
Pel que fa a la música, amb Nacho Mensua i Joan Paulí formen la JN Band, amb la qual han fet animacions com ''L'Homenàs'' o ''Un dimoni en el Pessebre''.
El 2006 va començar la seva participació al Black Music Festival, on ha participat posteriorment en diverses edicions. El 2007 va participar al Pomigliano jazz festival de Nàpols, on va pintar en directe una tela de dos metres durant un concert. El 2014 va participar en la creació de la Societat de Blues de Girona, esdevenint un dels primers socis i participant en la presentació a través d'una mostra d'art.
El 2017 va participar en la inauguració d'un recital al Teatre Municipal de Girona i va coordinar els artistes del festival de Verges Tapes Musicals.